# Iulotrichia semiumbrata
Iulotrichia semiumbrata är en fjärilsart som beskrevs av W. Warren 1896. Iulotrichia semiumbrata ingår i släktet Iulotrichia och familjen mätare. Inga underarter finns listade i Catalogue of Life.